# Điểu thương thủ
Điểu thương thủ (chữ Hán: 鳥槍手, tiếng Anh: Musketeer, tiếng Pháp: Mousquetaire), còn gọi là lính pháo thủ (tại Việt Nam, chữ Nôm:砲手), điểu súng thủ (鳥銃手) hay lính điểu thương, lính hỏa mai, là một danh từ để chỉ những người lính thời cận đại với trang bị vũ khí là súng hỏa mai (điểu thương). Hầu hết điểu thương thủ là lính bộ binh, tuy nhiên cũng có một số đơn vị điểu thương thủ là lính kỵ binh. Mặc dù có nguồn gốc từ châu Á, điểu thương thủ lại từng là một phần cực kỳ quan trọng trong quy chế quân đội châu Âu cận đại cho đến khi súng trường hiện đại (rifle) thay thế súng hỏa mai trong vai trò hỏa lực. Mặc dù vậy, thuật ngữ lính điểu thương (tiếng Đức: Musketier) vẫn còn được dùng như danh xưng truyền thống trong Quân đội Đế quốc Đức cho đến tại Thế chiến thứ nhất.

## Nguồn gốc

Minh họa súng hỏa mai (điểu thương) trong sách "Kỹ thuật của người An Nam". Chú thích chữ Nôm: "Pháo thủ".

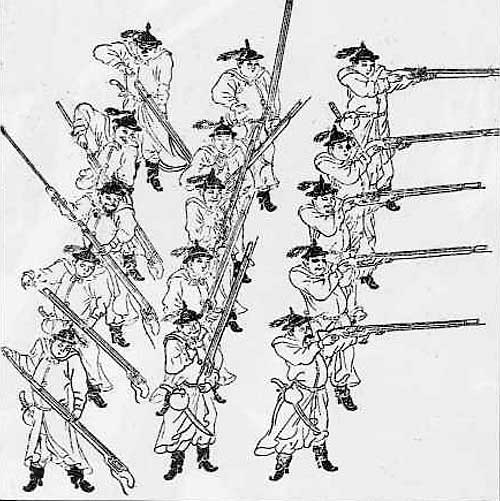
Điểu thương thủ của nhà Minh, hình vẽ minh họa trong 1 tác phẩm của tướng Tiêu Ngọc thế kỷ 14.

Hình vẽ "Lính pháo thủ" trong sách "Kỹ thuật của người An Nam".

## Tại châu Âu

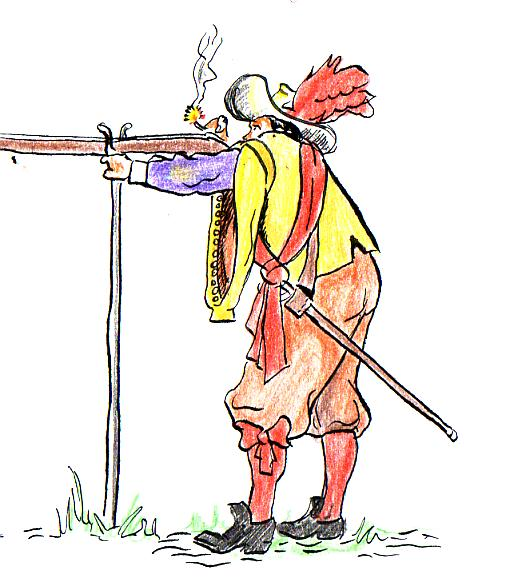
A tercio musketeer kh. 1650